# Martin Corry
Martin Edward Corry (Birmingham, 12 ottobre 1973) è un ex rugbista a 15 britannico, seconda - terza linea dei Leicester Tigers e campione del mondo nel 2003 con la Nazionale inglese.

## Biografia
Nato a Birmingham, Martin Corry iniziò a giocare a rugby alle superiori; al tempo dell'Università fu ingaggiato dal Newcastle e poi dal Bristol, squadra dalla quale si disimpegnò nel 1997 per firmare il suo contratto da professionista nei Leicester Tigers, dei quali è stato a lungo capitano dopo il ritiro di Martin Johnson.
In carriera ha vestito tutte le maglie della selezione nazionale inglese, da quella giovanile a quella studentesca, l'Under-21 e l'Inghilterra “A”, prima di esordire a 24 anni in Nazionale maggiore nel 1997, contro l'Argentina. In ragione della sua versatilità (flanker, seconda e terza linea) Corry è spesso subentrato a partita iniziata come rinforzo al reparto più in difficoltà.
Il 2001 vide la prima chiamata di Corry nei British Lions, e disputò il suo primo incontro come titolare in luogo dell'infortunato Neil Back; l'anno successivo disputò il Sei Nazioni da riserva.
Clive Woodward lo inserì nella rosa inglese per la Coppa del Mondo 2003 in Australia, convinto dalle ottime prestazioni di Corry nei test pre-mondiali contro Galles e Francia (entrambi vinti dall'Inghilterra). La vittoria nella Coppa del Mondo coincise anche con la nascita di sua figlia Eve, per la quale volò dall'Australia all'Inghilterra e poi tornò appena in tempo per riprendere posto in campo e battere l'Uruguay 111-13.
Nel 2005 arrivò anche la fascia di capitano, che tenne anche per il Sei Nazioni 2006, e per tutto il resto dell'anno. Con l'avvento di Brian Ashton sulla panchina inglese, la fascia passò a Phil Vickery ma Corry mantenne il posto in squadra. L'ultimo atto di Corry con la Nazionale è stata la Coppa del Mondo 2007 in Francia, nel quale l'Inghilterra è arrivata alla finale, poi persa, contro il Sudafrica. All'inizio del nuovo anno, Corry ha ufficialmente comunicato la propria indisponibilità per il Sei Nazioni 2008, comunicando contestualmente il suo ritiro dal rugby internazionale.
Il 9 maggio 2009 Martin Corry ha annunciato il suo ritiro dall'attività agonistica, a causa di problemi fisici per i quali gli è stato sconsigliato di proseguire; già convocato per i Barbarians quattro volte, ha disputato la sua ultima partita in assoluto capitanando la nota selezione a inviti nell'incontro che a Twickenham l'ha vista sconfiggere l'Inghilterra 33-26.

## Palmarès
- Coppe del mondo: 1
Inghilterra: 2003.
- Premiership: 6
Leicester: 1998-99, 1999-2000, 2000-01, 2001-02, 2006-07, 2008-09
- Heineken Cup: 2
Leicester: 2000-01, 2001-02.